# Paolo Giovannelli
Paolo Giovannelli (Cecina, 1º ottobre 1960) è un allenatore di calcio ed ex calciatore italiano, di ruolo centrocampista.

## Carriera
Fu scoperto e lanciato in Serie A da Ferruccio Valcareggi nella stagione 1978-1979.
Segnò la rete del 2-1 con cui la Roma batté la Lazio nel derby di ritorno della stagione 1979-1980, in cui vestì per 14 volte la maglia da titolare. Quella rete, segnata a cinque minuti dal termine e sotto la Curva Sud, è stata tra l'altro l'unico gol segnato da Giovannelli in campionato con la maglia della Roma.
La sua carriera fu frenata da un infortunio occorsogli nella stagione 1981-1982 che limitò di molto la sua attività nelle tre stagioni successive, nelle quali collezionò 15 presenze in campo.
Nel 1983, dopo aver vinto lo scudetto con la Roma disputando una sola partita, venne ceduto al Pisa, dove militò per quattro anni prima di essere ceduto all'Ascoli. Concluse la carriera nel 1992 tra le file del Cesena.

## Statistiche

### Presenze e reti nei club
| Stagione      | Squadra       | Campionato    | Campionato | Campionato | Coppe nazionali | Coppe nazionali | Coppe nazionali | Coppe continentali | Coppe continentali | Coppe continentali | Altre coppe | Altre coppe | Altre coppe | Totale | Totale |
| Stagione      | Squadra       | Comp          | Pres       | Reti       | Comp            | Pres            | Reti            | Comp               | Pres               | Reti               | Comp        | Pres        | Reti        | Pres   | Reti   |
| ------------- | ------------- | ------------- | ---------- | ---------- | --------------- | --------------- | --------------- | ------------------ | ------------------ | ------------------ | ----------- | ----------- | ----------- | ------ | ------ |
| 1977-1978     | Roma          | A             | 0          | 0          | CI              | 0               | 0               | -                  | -                  | -                  | -           | -           | -           | 0      | 0      |
| 1978-1979     | Roma          | A             | 9          | 0          | CI              | 0               | 0               | -                  | -                  | -                  | -           | -           | -           | 9      | 0      |
| 1979-1980     | Roma          | A             | 16         | 1          | CI              | 4               | 0               | -                  | -                  | -                  | -           | -           | -           | 20     | 1      |
| 1980-1981     | Roma          | A             | 7          | 0          | CI              | 0               | 0               | CdC                | 0                  | 0                  | -           | -           | -           | 7      | 0      |
| 1981-1982     | Roma          | A             | 7          | 0          | CI              | 1               | 0               | CdC                | 2                  | 1                  | -           | -           | -           | 10     | 1      |
| 1982-1983     | Roma          | A             | 1          | 0          | CI              | 0               | 0               | CU                 | 0                  | 0                  | -           | -           | -           | 1      | 0      |
| Totale Roma   | Totale Roma   | Totale Roma   | 40         | 1          |                 | 5               | 0               |                    | 2                  | 1                  |             | -           | -           | 47     | 2      |
| 1983-1984     | Pisa          | A             | 8          | 0          | CI              | 1               | 0               | -                  | -                  | -                  | -           | -           | -           | 9      | 0      |
| 1984-1985     | Pisa          | B             | 36         | 4          | CI              | 4               | 0               | -                  | -                  | -                  | -           | -           | -           | 40     | 4      |
| 1985-1986     | Pisa          | A             | 23         | 0          | CI              | 7               | 0               | -                  | -                  | -                  | CM          | 1+          | 0           | 31+    | 0      |
| 1986-1987     | Pisa          | B             | 31         | 0          | CI              | 5               | 1               | -                  | -                  | -                  | -           | -           | -           | 36     | 1      |
| Totale Pisa   | Totale Pisa   | Totale Pisa   | 98         | 4          |                 | 17              | 1               |                    | -                  | -                  |             | 1+          | 0           | 116+   | 5      |
| 1987-1988     | Ascoli        | A             | 26         | 6          | CI              | 9               | 0               | -                  | -                  | -                  | -           | -           | -           | 36     | 6      |
| 1988-1989     | Ascoli        | A             | 29         | 2          | CI              | 8               | 1               | -                  | -                  | -                  | -           | -           | -           | 37     | 3      |
| 1989-1990     | Ascoli        | A             | 28         | 3          | CI              | 4               | 1               | -                  | -                  | -                  | -           | -           | -           | 32     | 4      |
| Totale Ascoli | Totale Ascoli | Totale Ascoli | 83         | 11         |                 | 21              | 2               |                    | -                  | -                  |             | -           | -           | 104    | 13     |

### Cronologia presenze e reti in nazionale
| Cronologia completa delle presenze e delle reti in nazionale ― Italia under 21 | Cronologia completa delle presenze e delle reti in nazionale ― Italia under 21 | Cronologia completa delle presenze e delle reti in nazionale ― Italia under 21 | Cronologia completa delle presenze e delle reti in nazionale ― Italia under 21 | Cronologia completa delle presenze e delle reti in nazionale ― Italia under 21 | Cronologia completa delle presenze e delle reti in nazionale ― Italia under 21 | Cronologia completa delle presenze e delle reti in nazionale ― Italia under 21 | Cronologia completa delle presenze e delle reti in nazionale ― Italia under 21 |
| Data                                                                           | Città                                                                          | In casa                                                                        | Risultato                                                                      | Ospiti                                                                         | Competizione                                                                   | Reti                                                                           | Note                                                                           |
| ------------------------------------------------------------------------------ | ------------------------------------------------------------------------------ | ------------------------------------------------------------------------------ | ------------------------------------------------------------------------------ | ------------------------------------------------------------------------------ | ------------------------------------------------------------------------------ | ------------------------------------------------------------------------------ | ------------------------------------------------------------------------------ |
| 2-4-1980                                                                       | Erevan                                                                         | Unione Sovietica under 21                                                      | 3 – 1                                                                          | Italia under 21                                                                | Europeo Under-21 1980 - Quarti di finale                                       | -                                                                              |                                                                                |
| 9-4-1980                                                                       | Bologna                                                                        | Italia under 21                                                                | 0 – 0                                                                          | Unione Sovietica under 21                                                      | Europeo Under-21 1980 - Quarti di finale                                       | -                                                                              | 82’                                                                            |
| 10-10-1980                                                                     | Esch-sur-Alzette                                                               | Lussemburgo under 21                                                           | 1 – 3                                                                          | Italia under 21                                                                | Amichevole                                                                     | -                                                                              |                                                                                |
| 31-10-1980                                                                     | Avellino                                                                       | Italia under 21                                                                | 1 – 0                                                                          | Danimarca under 21                                                             | Amichevole                                                                     | -                                                                              |                                                                                |
| Totale                                                                         |                                                                                | Presenze                                                                       | 4                                                                              |                                                                                | Reti                                                                           | 0                                                                              |                                                                                |

## Palmarès

### Giovanili
- Torneo di Viareggio: 1

Roma: 1981

### Club
- Campionato italiano: 1

Roma: 1982-1983
- Coppa Italia: 2

Roma: 1979-1980, 1980-1981
- Campionato italiano di Serie B: 1

Pisa: 1984-1985
- Coppa Mitropa: 1

Pisa: 1985-1986